# Rudie Arens (1918-2011)
Rudolph Gustaaf Maria (Rudie) Arens (Nijmegen, 23 juli 1918 – aldaar, 12 oktober 2011) was een Nederlandse edelsmid die woonde en werkte in Nijmegen.

## Leven en werk
Rudie Arens jr. stamde uit een familie van edelsmeden. Zijn vader, Rudie Arens sr. (1877-1957), richtte vlak voor 1910 het Atelier Arens op, dat gevestigd was aan de Lange Hezelstraat in Nijmegen. Diens broers, Albert (1881-1958), die kunstschilder was, en Johan (1886-1959), edelsmid, sloten zich bij hem aan; zo ontstond de firma Gebr. Arens. Voor het merendeel van hun werk werd gebruik gemaakt van geelkoper, roodkoper en brons. Zij hadden altijd enkele leerjongens in dienst, die opgeleid werden tot gezel en ook de meesterproef konden afleggen. De leerjongens werken intensief mee aan de kunstwerken die tot stand werden gebracht. Onder andere was dit het geval met betrekking tot de preekstoel, de koperen overhuiving van het hoogaltaar en twee communiebanken in de Maria Geboortekerk te Nijmegen. 
Zo werkte een gezel mee aan de zilveren ambtsketen voor de rector magnificus van de Radbouduniversiteit (destijds Katholieke Universiteit Nijmegen). De opening van deze universiteit vond op 17 oktober 1923 plaats. Destijds was er verdeeldheid over het verlenen van de opdracht tot vervaardigen van de keten, samen met de pedelstaf, de universiteitsstaf. De kerkelijke autoriteiten dachten aan de gebroeders Jan Eloy Brom (1891-1954) en Leo Brom (1896-1965). Zij waren al jong actief in de familiezaak Edelsmidse Brom, die gespecialiseerd was in edel- en siersmeedkunst voor de Rooms-Katholieke Kerk. De Nijmeegse burgerij koos voor hun plaatsgenoten, de gebroeders Arens. Hierdoor kwam de keten enkele maanden na de opening van de universiteit gereed. Op 18 februari 1924 werd deze voor het eerst gedragen door Jos. Schrijnen, die in 1923 de eerste rector magnificus van de Katholieke Universiteit Nijmegen was. Destijds waren er drie schakels, die de faculteiten theologie, rechten en die van letteren en filosofie symboliseerden, de disciplines waarin onderricht werd gegeven.
Rudie Arens jr. werkte aanvankelijk in de firma van zijn vader en ooms. Vanaf 1936 volgde hij lessen aan de kunstacademie in Arnhem. Ook van Frans Zwollo, jr. kreeg hij les. Na verloop van tijd nam hij de firma over. In 1945 vervaardigde hij de ambtsketen van de burgemeester van Nijmegen, in 1948 voor Huissen. In 1958 voegde het familiebedrijf Arens in de persoon van Rudie Arens jr. aan de ambtsketen voor de rector magnificus van de Radbouduniversiteit twee schakels toe, symbool staand voor de faculteiten geneeskunde en wis- en natuurkunde. 
Arens jr. had gedurende dertig jaar leerlingen van de Vakschool Schoonhoven. Ook was hij als docent verbonden aan cultureel centrum De Lindenberg. Nadat hij gestopt was als docent, schreef hij boeken over zijn vakgebied. De titels Drijven en ciseleren en Email en niëllo zijn ook in het Duits vertaald en in Duitsland uitgegeven. 
Arens vervaardigde onder andere de geëmailleerde tabernakeldeuren van de Christus Koningkerk in Nijmegen en een bronzen plaquette met de drie oprichters van schoenfabriek Nimco. Hij gebruikte historische smeedtechnieken als niëllo en specialiseerde zich in het maken van erespelden, gedenkpenningen en sigilla.  
In 2007 werd Arens benoemd tot ridder in de orde van Oranje Nassau. In 2010 waren er drie tentoonstellingen over zijn werk, onder andere in Museum Het Valkhof. Hij overleed een jaar later. Arens was tot aan zijn dood actief als edelsmid. Zijn atelier was inmiddels gevestigd aan de Berg en Dalseweg.
Ook Rudie Arens kleindochter, Charlotte Rombouts-Arens, is edelsmid. Zij werkte samen met hem in zijn atelier. Zij ontwerpt en vervaardigt sieraden, sigilla en onderscheidingen en is lerares edelsmeden in Nijmegen. Zij vervaardigde in 2015 twee medaillons - symbool staand voor de sociale faculteit en die van managementwetenschappen - die werden toegevoegd aan de ambtsketen voor de rector magnificus. Per 18 april 2019 draagt de burgemeester van Heumen een ambtsketen waarvoor zij de opdracht kreeg deze te vervaardigen, ter vervanging van de oude ambtsketen die bestond uit een ketting en een penning en niet meer de huidige gemeente vertegenwoordigde. Ook vervaardigde zij de nieuwe ambtsketen van de gemeente Beuningen, waarbij zij de opdracht kreeg een idee van de gemeente zelf zó uit te voeren dat het ambtsketen waardig zou zijn. 

## Foto's

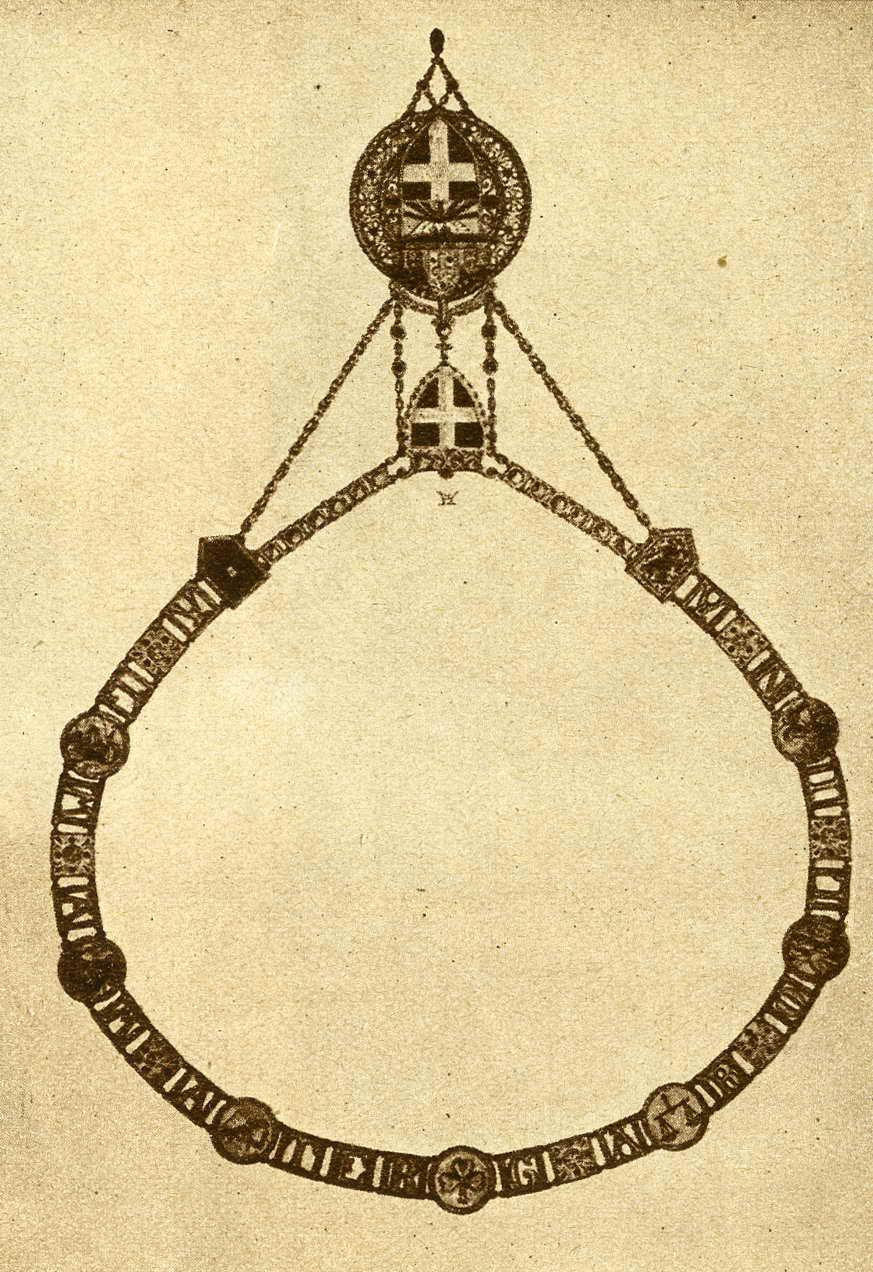
keten van de rector magnificus van de Katholieke Universiteit Nijmegen
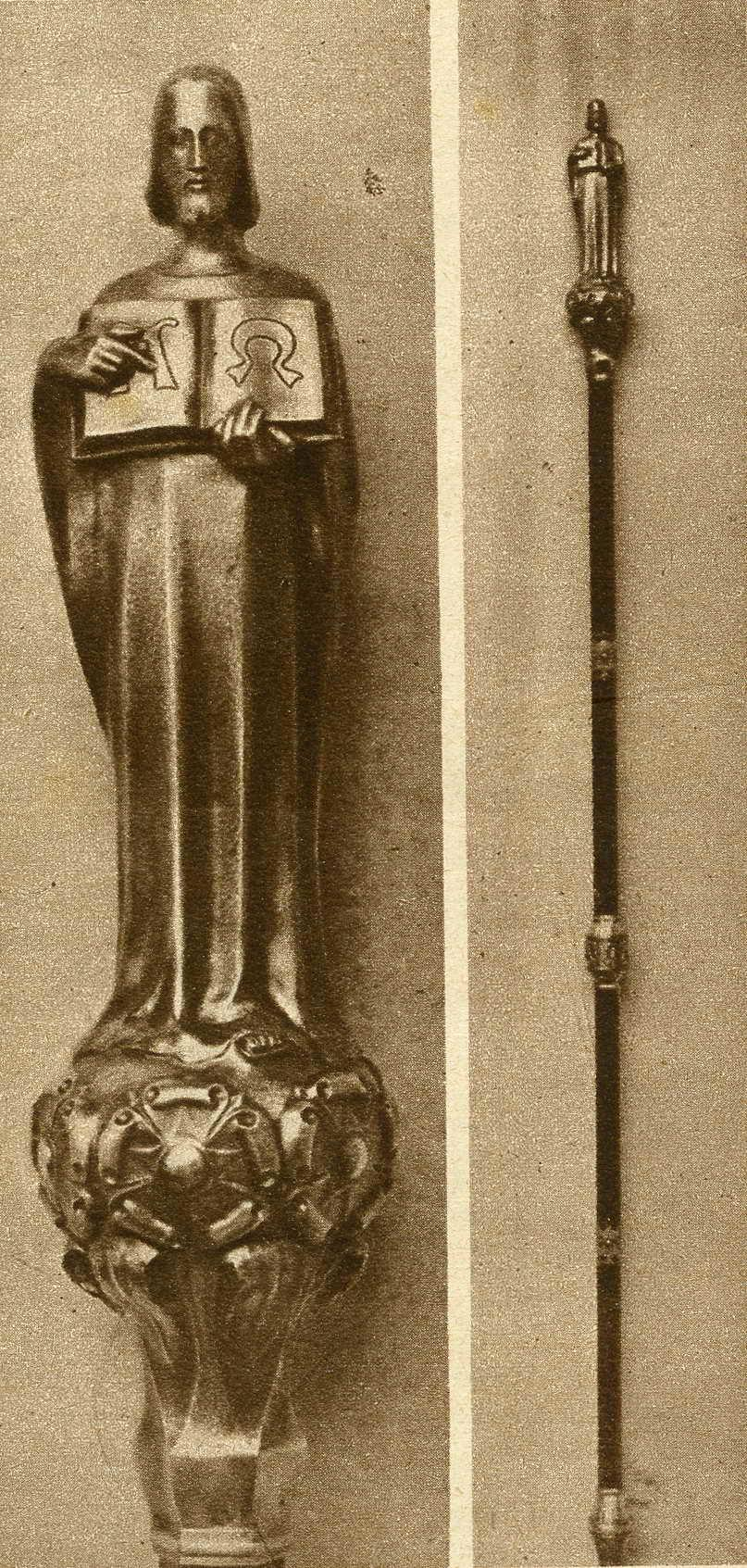
Pedelstaf van de Katholieke Universiteit Nijmegen